# Olga Edwardes
Olga Florence Edwardes Davenport fue una actriz y artista británica nacida en Sudáfrica. 

## Biografía
Edwardes nació cerca de 1915 en la Unión Sudafricana. Su padre era Joseph Michael Solomon, arquitecto socio de Herbert Baker, quien se suicidó en 1920 a la edad de 33 años, en Ciudad del Cabo.
Su madre era Jean Elizabeth Emily Cox, de soltera Hamilton (1885-1946), ya con un divorcio previo cuando se casó con su padre. Jean Elizabeth era una actriz sudafricana. Edwardes tuvo un hermano menor, Paul Lionel Joseph (1918–1987).
Su madre volvió a casarse en 1922, en esta ocasión con Hugh Edwards.

## Filmografía
| Año  | Título                             | Rol                    | Nota                                                           |
| ---- | ---------------------------------- | ---------------------- | -------------------------------------------------------------- |
| 1936 | El Caballero Aficionado            | Mucama en la posada    | Sin acreditar                                                  |
| 1936 | El Hombre Que Podía Hacer Milagros | papel menor            | Sin acreditar                                                  |
| 1937 | El Sexo Dominante                  | Lucy Webster           |                                                                |
| 1937 | Ella Se Va                         | Criada reprendida      | Sin acreditar                                                  |
| 1940 | Contrabando                        | Sra. Abo               |                                                                |
| 1945 | César y Cleopatra                  | Asistente de Cleopatra | [ 3 ]                                                          |
| 1950 | El Ángel con la Trompeta           | Monica Alt             |                                                                |
| 1951 | Los Seis Hombres                   | Christina              |                                                                |
| 1951 | Scrooge                            | Esposa de Fred         | interpretó a la esposa sin nombre del sobrino de Scrooge, Fred |
| 1953 | Orquídea Negra                     | Christine Shaw         | [ 4 ]                                                          |

## Vida privada
Edwardes se casó con Anthony Max Baerlein en 1941, pero el murió ese mismo año.
En 1946, se casó en segundas nupcias con Nicholas Davenport, un economista y periodista veinte años mayor. Él murió en 1979 y ella en Elstree en 2008.u